# Another Day (Bertolf)
Another Day is de debuutsingle van Bertolf, nadat hij uit de band van Ilse De Lange stapte. Het is afkomstig van zijn debuutalbum For Life. Alhoewel Bertolf het zelf niet het beste liedje vond van zijn album, scoorde hij er in Nederland toch een hit mee.

## Hitnotering

### Nederlandse Top 40
| Positie: | 35 | 29 | 22 | 22 | 22 | 11 | 11 | 15 | 22 | 29 | 35 | 40 | uit |

### NederlandseSingle Top 100
| Positie: | 47 | 26 | 21 | 13 | 29 | 37 | 17 | 10 | 18 | 75 | 71 | uit |

### NPO Radio 2 Top 2000
| Nummer met noteringen in de NPO Radio 2 Top 2000 | '09  | '10  |
| ------------------------------------------------ | ---- | ---- |
| Another Day                                      | 1916 | 1838 |

1. ↑  Een vetgedrukt getal geeft de hoogste notering aan.
2. ↑  2009 was het eerste jaar met een notering voor dit nummer.
3. ↑  Deze tabel is bijgewerkt tot en met de laatste editie (2024).